# Sadhaba
El término sadhabas o sadhavas designa a los antiguos marineros del reino hindú de Kalinga (actual Odisha, India), que usando los barcos llamados boitas llegaron a tierras distantes como Bali, Java, Sumatra y Borneo (en Indonesia) y a Sri Lanka, Malasia, Persia, China, Grecia y África como comerciantes y exploradores.
Kartik Purnima, inmediatamente antes de la luna llena de octubre–noviembre, era considerada una ocasión especialmente auspiciosa para empezar estos viajes. Solían partir para comerciar con cocos, loza, madera de sándalo, telas, lima, arroz, especias, sal, tejidos, calabazas, seda, nuez de areca, elefantes y piedras preciosas y semipreciosas. No solo partían hombres, sino que a veces se incluían mujeres entre los Sadhabas. 
Los sadhabas fueron instrumentos claves para extender el budismo e hinduismo en el sureste asiático y diseminaron la cultura india, incluyendo su arquitectura, poemas como el Ramayana y el Mahabharata, la escritura india y múltiples préstamos lingüísticos en lenguas de Indochina como el camboyano y el indonesio.
El comercio marítimo declinó a partir del siglo XVI, con el declive de la dinastía Gajapati. Hoy, los descendientes de estos antiguos marineros suelen llevar el apellido "Sahu".